# Brompton-by-Sawdon
Brompton-by-Sawdon är en ort i Storbritannien.   Den ligger i grevskapet North Yorkshire och riksdelen England, i den centrala delen av landet, 300 km norr om huvudstaden London. Brompton-by-Sawdon ligger 23 meter över havet och antalet invånare är 573.
Terrängen runt Brompton-by-Sawdon är platt västerut, men österut är den kuperad. Brompton-by-Sawdon ligger nere i en dal som går i öst-västlig riktning. Runt Brompton-by-Sawdon är det ganska glesbefolkat, med 27 invånare per kvadratkilometer. Närmaste större samhälle är Scarborough, 11,8 km nordost om Brompton-by-Sawdon. Trakten runt Brompton-by-Sawdon består till största delen av jordbruksmark.